# Cultura de Helmand

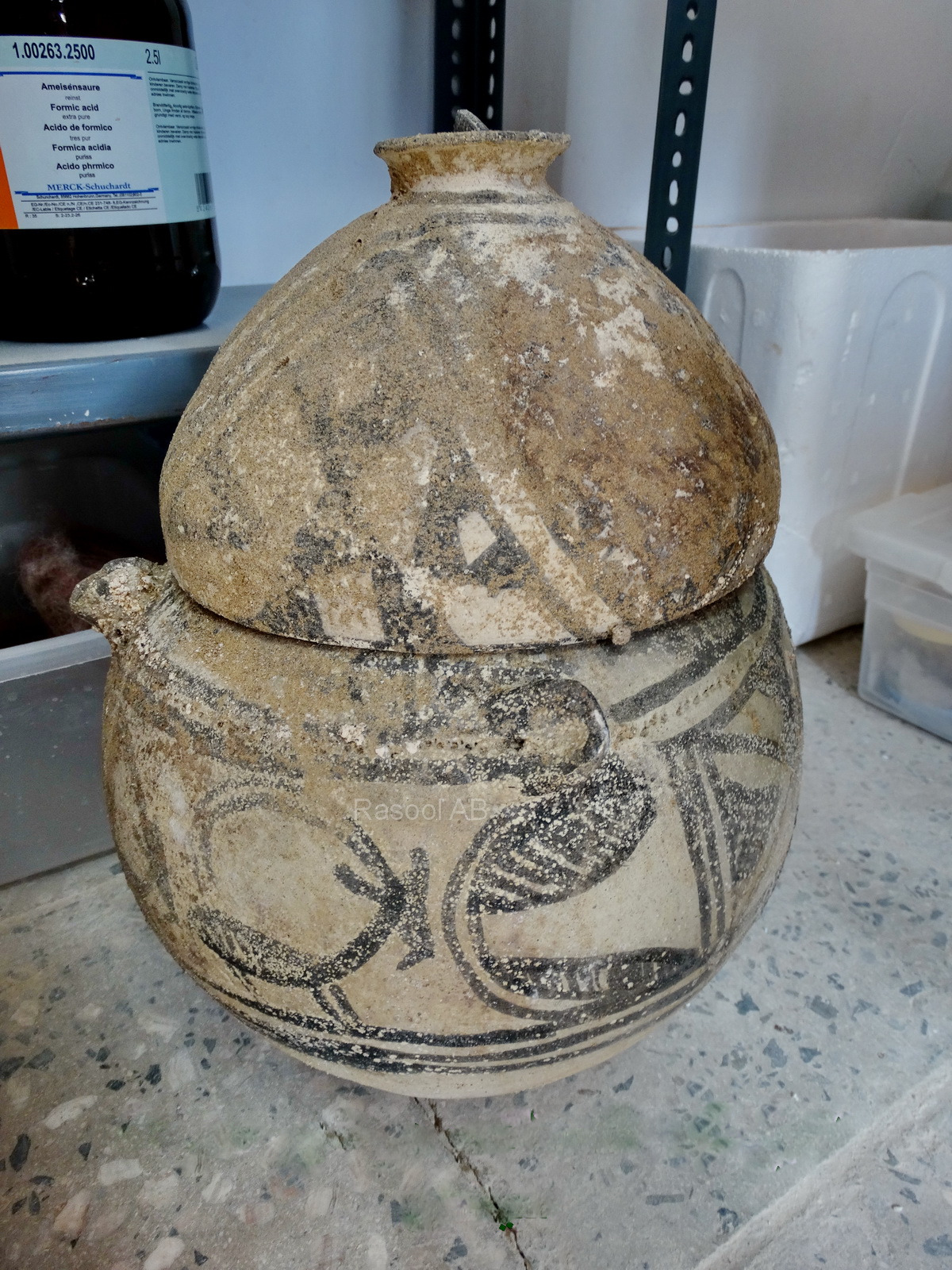
Vaso de cerámica característico de la cultura Helmand hallado en Shahr-e Sukhteh

La Cultura Helmand o también Civilización Helmand es una cultura de la Edad del Bronce que prosperó durante el tercer milenio A.C. principalmente en la zona comprendida entre el este de Irán, en la provincia de Sistán y Baluchistán y el sur de Afganistán, en la provincia de Helmand.
Parte de su población vivió en ciudades con templos y palacios dejando evidencias de una compleja y avanzada estructura social. Sus principales ciudades conocidas son Shahr-e Sukhteh en el actual Irán y Mundigak en Afganistán. Las excavaciones en estas ciudades muestran que ambas compartieron la misma cultura.
Estas son las ciudades más antiguas en esta zona del planeta y es posible que la cultura Helmand hubiera formado algo parecido a un arcaico Estado.
La cerámica hallada de la civilización Helmand es muy colorida y está decorada principalmente con motivos geométricos aunque también se representan plantas y animales. En Shahr-e Sukhteh se encontraron textos en idioma elamita lo que evidencia sus conexiones con el oeste de Irán. Existen también algunas conexiones con la Cultura del valle del Indo pero se cree que la civilización Helmand es anterior y que no coexistió durante mucho tiempo con las ciudades del valle del Indo.